# Hermann Barrelet
Hermann Barrelet, francoski veslač, * 25. september 1879, † 24. september 1964.
Barrelet je za Francijo nastopil na Poletnih olimpijskih igrah 1900 v Parizu in tam osvojil zlato medaljo.